# Alt-Temmen
Alt-Temmen (letteralmente "Temmen vecchia", in contrapposizione alla vicina Neu-Temmen – "Temmen nuova") è una frazione del comune tedesco di Temmen-Ringenwalde, nel Land del Brandeburgo.

## Storia
Il 31 dicembre 2001 il comune di Temmen venne soppresso e fuso con il comune di Ringenwalde, formando il nuovo comune di Temmen-Ringenwalde.